# Plagiogramma subtropica
Plagiogramma subtropica är en skalbaggsart som först beskrevs av Thomas Casey 1893.  Plagiogramma subtropica ingår i släktet Plagiogramma och familjen stumpbaggar. Inga underarter finns listade i Catalogue of Life.